# La pell de brau
La pell de brau es un poemario de Salvador Espriu publicado en 1960. Se trata de una alegoría crítica con la España de la posguerra y su intransigencia con los diferentes pueblos de la península ibérica. Utiliza el mito de Sefarad, lugar de origen de los sefardíes, para referirse a España. Debido a su contenido, se trata de una de las obras más populares y citadas del autor. Salvador Espriu se convirtió, después de la publicación de la obra, en todo un símbolo de la lucha antifranquista.
En 2012 fue utilizado por la Asamblea Nacional Catalana en un anuncio promocional de la manifestación "Cataluña, nuevo estado de Europa".